# Замошкин, Юрий Александрович
Юрий Александрович Замошкин (1927, Москва — 1993, Москва) — советский и российский социолог, специалист в области социальной философии, история социологии. Доктор философских наук, профессор.

## Биография
Родился в семье известного советского искусствоведа Александра Ивановича Замошкина. Образование получил в МГИМО, окончил в 1950 году. Оставшись преподавать в институте, позднее стал профессором (1952—1967). В 1967 году перешёл на работу в Академию наук СССР; с 1975 года являлся заведующим отделом Института США и Канады. В 1953 году защитил кандидатскую диссертацию «Идеология правых лейбористов — оружие империализма и агрессии», в 1963 году — докторскую диссертацию «Кризис индивидуализма и личность (социологический анализ некоторых тенденций в общественной психологии США)».
Почётный гражданин нескольких штатов и городов в США.
Похоронен на Кунцевском кладбище в городе Москве.
Жена — Н. В. Мотрошилова (1934—2021), советский и российский учёный-философ; доктор философских наук, профессор, специалист по западноевропейской философии.

## Научная деятельность
Основное направление исследований — современное состояние западной социологии и круг связанных с этим вопросов; философские и социологические проблемы личности и индивидуализма; динамическая структура личность, общественное сознание и его изменчивость; вопросы прав, свобод и ответственности личности; мораль и деньги. Замошкин одним из первых в Советском Союзе исследовал социологические и социально-психологические аспекты индивидуализма. Под руководством Замошкина проводились исследования «отклоняющегося поведения». Работы, выполненные в возглавлявшимся им отделе Института США и Канады, анализируют спектр научных исследований общественного мнения в США, как индикатор политических устремлений и ценностей, национального самосознания американцев. Рассматривая возникающие внутренние противоречия личности и причины личностной фрустрации использовал понятия «нормы-рамки» и «нормы-цели». В последнее десятилетие жизни критически переосмыслил послевоенную концепцию индивидуализма. Внес значительный вклад в российскую американистику.

## Основные работы
- Кризис буржуазного индивидуализма и личность. М.: Наука, 1966;
- Отношение к науке и технике в современном капиталистическом обществе: опыт социальной типологии. М.: Знание, 1976. -(Новое в жизни, науке, технике. Сер. «Философия»);
- Личность в современной Америке: Опыт анализа ценностных и политических ориентаций. М.: Мысль, 1980 (Критика буржуазной идеологии и ревизионизма);
- Вызовы цивилизации и опыт США. История, психология, политика. М.: Наука, 1991.